# Нова Маячка
Нова Маячка (на украински: Нова Маячка) е селище от градски тип в Южна Украйна, Олешки район на Херсонска област. Основано е през 1810 година. Населението му е около 7459 души.